# Hanover Bank Building
El Hanover Bank Building o Hanover National Bank Building fue un edificio situado en la esquina suroeste de Pine Street y Nassau Street en el Bajo Manhattan, Nueva York (Estados Unidos) Construido entre 1901 y 1903, fue uno de los primeros rascacielos. Fue demolido en 1931.

## Historia
La construcción del Hanover Bank Building comenzó en 1901 y se completó en 1903. Tenía 22 pisos y medía 117 m de altura. El edificio, como muchos de sus contemporáneos, fue construido en estilo neoclásico y estaba ricamente decorado.
Bankers Trust adquirió el edificio en 1929, y fue demolido en 1931 para dar paso a la expansión del Bankers Trust Company Building.